# Oreillard gris
Plecotus austriacus
Espèce
Statut de conservation UICN

 NT  : Quasi menacé
L'Oreillard gris (Plecotus austriacus) est une espèce de chauves-souris du genre Plecotus, si semblable à l'Oreillard roux que la distinction est affaire de spécialiste. Ainsi, bien que décrit en 1829, l'oreillard gris n'a été reconnu comme espèce distincte de son homonyme roux qu'en 1960.

## Distribution
L'oreillard gris, tout comme l'oreillard roux, est une espèce européenne endémique. Toutefois, l'oreillard gris ne dépasse pas les latitudes de 51°N en Angleterre et 53°N en Allemagne et en Pologne. Il est absent dans les Pays baltes et en Russie, bien que signalé en Crimée, en Ukraine. Présent dans toute la péninsule ibérique, et dans les grands îles de la Méditerranée occidentale, la Sicile exceptée, on ne le rencontre pas en Méditerranée orientale, ni à l'extrême sud de la péninsule Balkanique et son statut en Turquie reste à préciser.
En France, l'espèce est présente dans tous les départements français, mais reste rare en Île-de-France, dans le Nord et la Picardie. En Belgique, il ne fait que des apparitions sporadiques. En Suisse, sa présence est exceptionnelle dans le Nord du pays et sa répartition méridionale reste mal connue : il a été signalé dans 9 cantons du Sud et de l'Ouest du pays. 
D'une manière générale, cette espèce est plus méridionale que son cousin l'oreillard roux. Son nom scientifique auster rappelant cette tendance méridionale.
Les sous espèces décrites en Asie et en Égypte seraient selon des recherches récentes des espèces distinctes.

## Description
- Longueur tête et corps : 41 à 58 mm ;
- Avant-bras : 37 à 45 mm ;
- Oreilles : 31 à 41 mm ;
- Envergure : 255 à 292 mm ;
- Poids : 5 à 13 g ;
- Pelage long et gris, parfois légèrement nuancé de brun sur le dos et plus clair sur le ventre.

Grande espèce parmi le groupe des oreillards, on le distingue de l'oreillard roux par son masque facial plus sombre, l'absence de bourrelet sur la lèvre inférieure (l'oreillard roux possédant un bourrelet clair) et la présence, entre les deux yeux, d'une protubérance de taille inférieure à un œil. De profil, son museau parait long et plat alors qu'il est court et boursouflé chez l'oreillard roux.

## Sous-espèces
Trois sous-espèces sont présentes en Europe : Plecotus austriacus austriacus (la sous-espèce nominale), Plecotus austriacus hispanicus (présente dans la péninsule ibérique) et Plecotus austriacus meridionalis (signalée en Slovénie).
D'autres taxons ont été rattachés à l'Oreillard gris en tant que sous-espèces, mais ont été élevées au rang d'espèces distinctes, notamment à l'aide d'outils génétiques au début du XXIe siècle. Ainsi, l'Oreillard montagnard (Plecotus macrobullaris), l'Oreillard des Balkans (Plecotus kolombatovici), l'Oreillard de Tenerife (Plecotus teneriffae) et l'Oreillard sarde (Plecotus sardus), l'Oreillard de l'Himalaya (Plecotus wardi) autrefois considérés comme des sous-espèce de l'oreillard gris s'avèrent être des espèces à part entière. Il en irait de même pour les oreillards gris d'Asie Centrale (Plecotus austriacus turkmenicus), pour la sous-espèce signalée au sud ouest de la Chine : Plecotus austriacus ariel, et pour Plecotus austriacus christii  (ou oreillard d'Égypte),.

## Écologie et habitats
Il s'agit d'une espèce sédentaire.
Réputée thermophile et anthropophile, cette espèce est absente des grands massifs forestiers et des zones d'altitude au nord et dans l'Est de la France et apprécie les zones ouvertes ou les zones présentant une mosaïque de bois, de cultures et de villages. En Alsace, 1/3 des individus capturés entre 2000 et 2011 l'a été à proximité des villages.
L'oreillard aime chasser en milieu ouvert où il capture notamment des papillons de nuit (Noctuidae, Geometridae, etc.). Il est alors courant de trouver des ailes de papillons au sol dans les sites occupés par l'espèce. Toutefois, il capture également des proies posées dans la végétation, un mode de chasse également fréquemment utilisé par l'oreillard roux ce qui vaut à ces 2 espèces le qualificatif de glaneur.
La reproduction de l'espèce a lieu au printemps ou en été. Les nurseries sont installées dans des fissures ou dans des bâtiments (combles, édifices religieux). L'oreillard gris est connu pour cohabiter avec d'autres chauves-souris telles que le grand murin, le petit rhinolophe ou la sérotine commune.

## Menaces et statut de protection
En France, l'oreillard gris n'est pas une espèce menacée et est donc classé comme "préoccupation mineure" dans la liste rouge pour la conservation de la nature (UICN). En Allemagne, l'espèce est menacée ou en danger d'extinction dans de nombreux länder. En Wallonie, l'espèce est jugée vulnérable.
La réfection des édifices religieux, le traitement chimique des charpentes des clochers et des combles, la mise en place de grillages anti-pigeons, le trafic routier, les chats domestiques et les insecticides agricoles ingérés par cet insectivore constituent les principales menaces pour cette espèce. L'effraie des clochers est également un prédateur occasionnel de l'oreillard gris.
L'espèce est protégée sur l'ensemble du territoire français par l'Arrêté du 23 avril 2007 fixant la liste des mammifères terrestres protégés sur l'ensemble du territoire et les modalités de leur protection. Elle est également inscrite à l'annexe IV de la Directive Habitat-Faune-Flore.
Au niveau international, cette espèce est protégée par la Convention de Berne (annexe II) relative à la conservation de la vie sauvage et du milieu naturel de l'Europe et par la Convention de Bonn (annexe II) sur la conservation des espèces migratrices appartenant à la faune sauvage.